# Komorowo (powiat łobeski)
Komorowo (niem. Kummerow) – osada w Polsce położona w województwie zachodniopomorskim, w powiecie łobeskim, w gminie Resko.
W latach 1975–1998 miejscowość administracyjnie należała do województwa szczecińskiego.

## Zabytki
- park pałacowy, pozostałość po  pałacu[3]
- kościół z XIX wieku[3]